# 钹

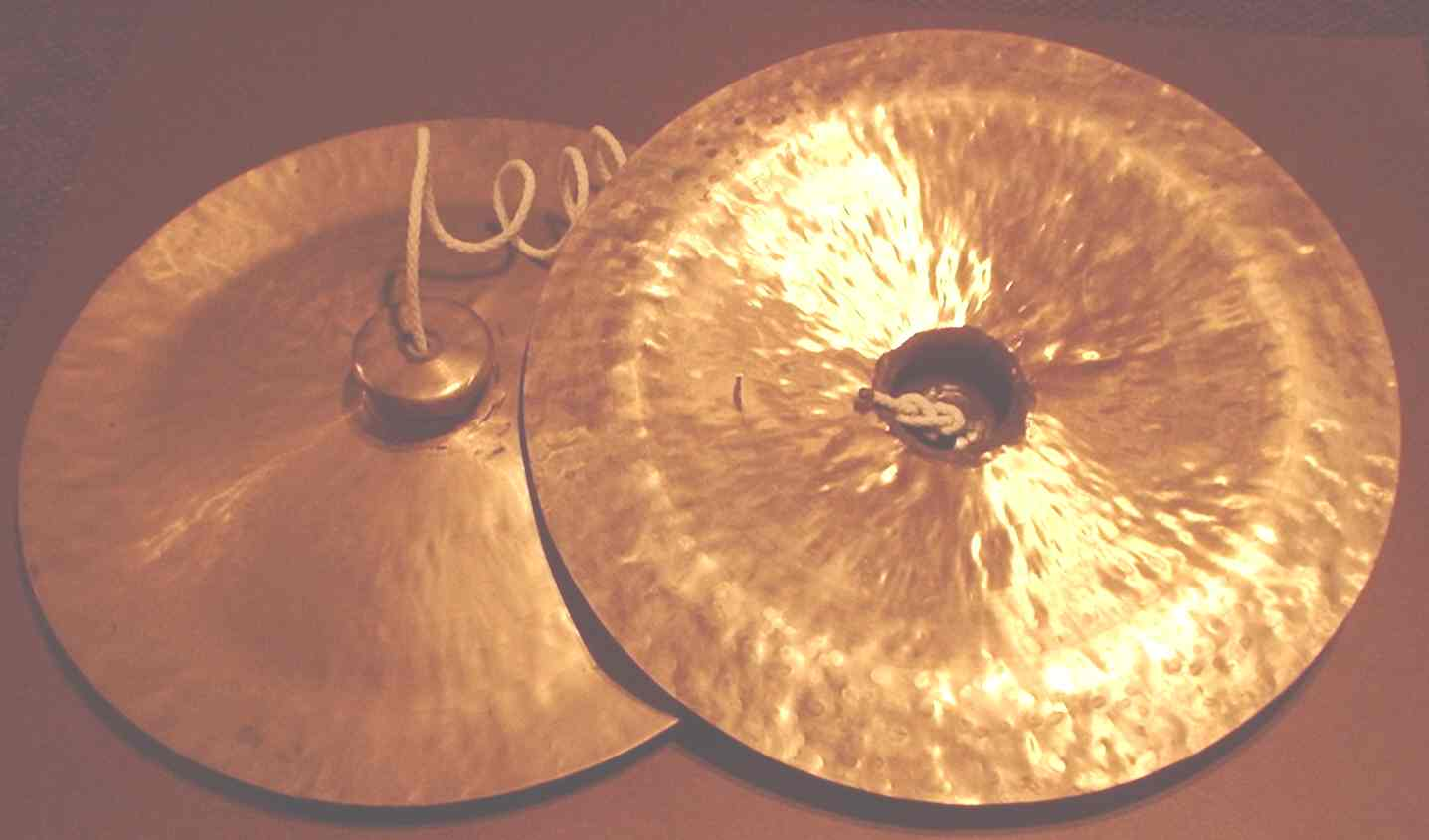
中国单面钹

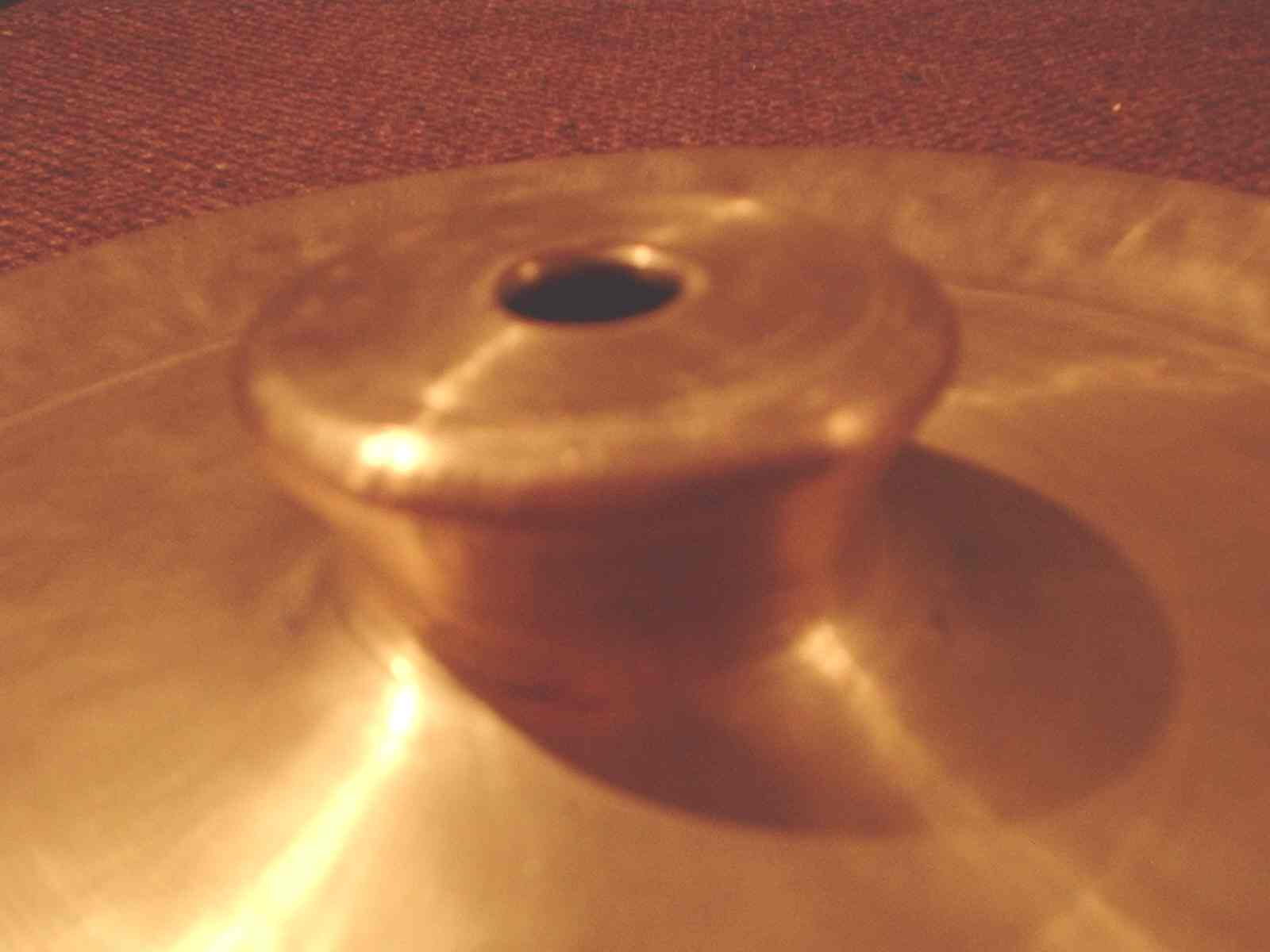
钹中间的圆形突起

钹，又称为镲，属中国民乐中的打击乐器，主要有大钹（镲）和小钹（镲），它们是由两个圆形的铜片（直径由15厘米到69厘米不等）互相撞击发声的。它通常与锣、鼓一起组成锣鼓队进行演奏。中國鈸亦有在西洋音樂裡出現，例如爵士鼓，但其尺寸通常都在11厘米以下。

## 外部連結
[在维基数据编辑]
 《欽定古今圖書集成·經濟彙編·樂律典·鈸部》，出自陈梦雷《古今圖書集成》